# Ramanagara

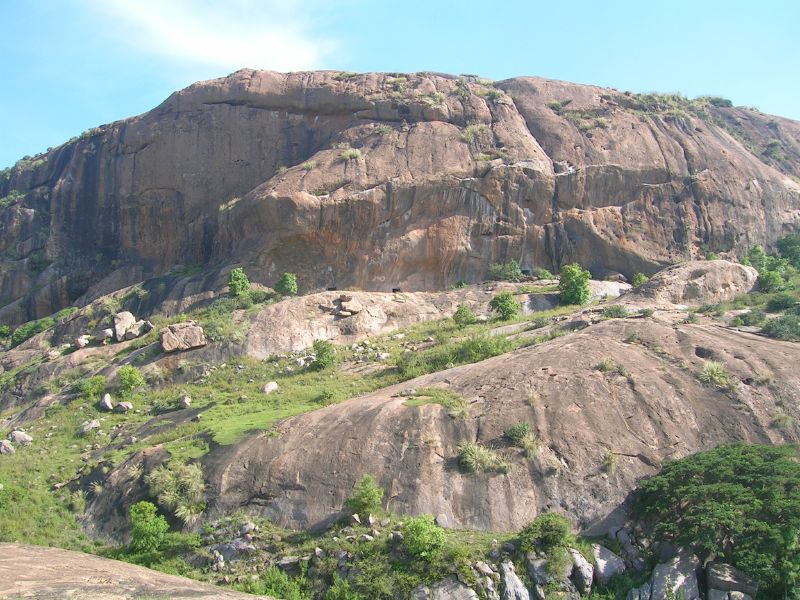
Ramdevarabetta entrada de les coves

Granits de Closepet

Ramanagara (abans Closepet, en honor de Sir Barry Close (1756–1813), i apareix també com a Ramanagar i Ramanagaram) és una ciutat de Karnataka, a l'Índia, capital del districte de Ramanagara. Està a uns 50 km al sud-oest de Bangalore. Segons el cens del 2001 té una població de 79.365 habitants. A la zona hi ha diversos pics famosos per la seva bellesa i aptes per escalades i esport d'aventura. Els granits de Closepet són la característica principal i són relleus de granit que van durant 50 km de nord a sud.

## Principals pics i llocs d'escalada
- Wanakkal wall ("Gabbar ki asli pasand")
- Muralla de l'Arc de Sant Martí ("UIAA", "Kalia")
- Anna-Thamma
- Revanasideshwara
- Handigundi

## Enllaços externs

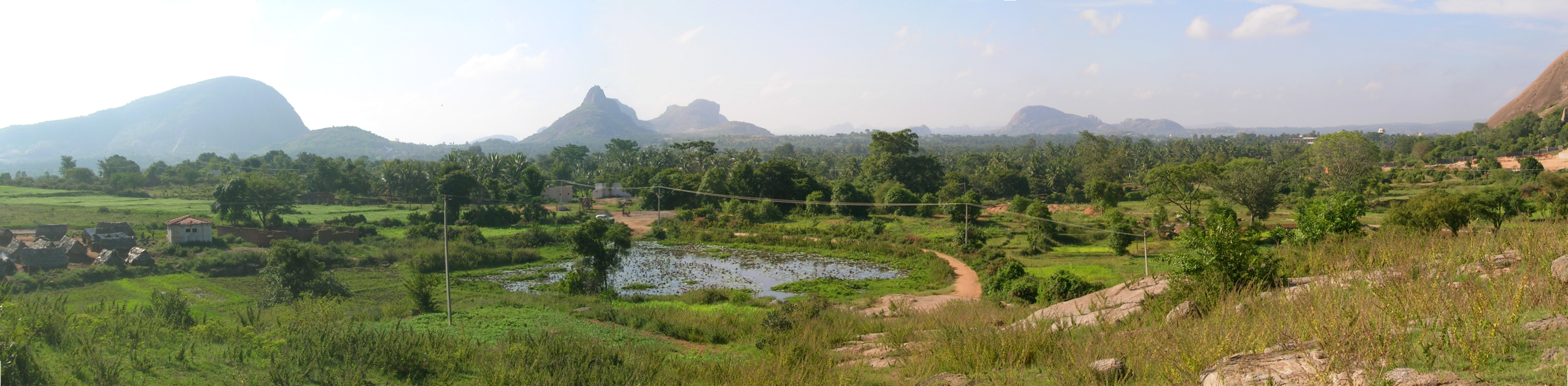
Vista des de Ramadevarabetta

## Nota
1. ↑  «City of Ramanagara - City Municipal Council». Arxivat de l'original el 2011-07-21. [Consulta: 25 abril 2009].